# Spring Valley (Minnesota)
Pour les articles homonymes, voir Spring Valley.
Spring Valley est une ville américaine située dans le Comté de Fillmore, dans le Minnesota. Selon le recensement de 2010, sa population est de 2 479 habitants.